# INEOS Intrepid
INEOS Intrepid — багатоцільовий газовий танкер з трипаливним двигуном, здатним використовувати зріджений природний газ (ЗПГ) та етан.
«Сланцева революція» в США призвела до появи на ринку великих об'ємів етану та дозволила організувати трансокеанські постачання цього газу, який є найбільш енергоефективним при виробництві етилену. Для його транспортування до Європи компанія Evergas замовила будівництво серії із восьми танкерів класу Драгон, першим серед яких став до ладу INEOS Insight, тоді як його сістершип INEOS Intrepid виявився четвертим у серії. Як і попередні судна, його замовили китайській корабельні Sinopacific Offshore&Engineering, розташованій в Цідуні (провінція Цзянсу, на протилежному від Шанхаю березі Янцзи). Закладене у жовтні 2014-го, судно спустили на воду в січні 2015-го та завершили будівництвом у жовтні того ж року. 
У березні 2016-го INEOS Intrepid відпливло із термінала Маркус-Хук (Пенсільванія) та за два тижні прибуло із вантажем етану до узбережжя Норвегії, здійснивши таким чином перше постачання з США для установки парового крекінгу в Рафнесі. У вересні того ж року INEOS Intrepid став першим газовозом, котрий отримав вантаж етану на новому, найбільшому в світі, терміналі для зріджених вуглеводневих газів в Морганс-Поінт (Техас).
INEOS Intrepid має 3 вантажні танки (2 дводольні та один конічної форми) загальним об'ємом 27570 м3 та належить до багатоцільових газовозів – тобто здатен перевозити повний спектр охолоджених до стану рідини газів включно із метаном (ЗПГ). Останній традиційно транспортують за допомогою гігантських суден з на порядок більшим об’ємом танків (до 267 тис. м3 – тип Q-Max), проте наразі зростає попит на доставляння невеликих партій, що зокрема пояснюється поширенням технології суден з двигунами на зрідженому природному газі (до яких належать і самі газовози класу Драгон). Крім природних вуглеводневих газів, судно може перевозити численні хімічні продукти (етилен, пропілен, бутилен, пентен, бутадієн, ізопрен, вінілхлорид, диметиловий, діетиловий та вінілетиловий етери, ацетальдегід, диметиловий, моноетиловий та ізопропіловий аміни, хлоретан). Для вантажу забезпечується охолодження до -163°C (потрібне для перевезення ЗПГ) та  транспортування під тиском до 4,5 бар (для зрідженого нафтового газу).
Енергетична установка судна включає два багатопаливні двигуни Wärtsilä SL50DF Tire II потужністю по 5,85 МВт, які можуть використовувати не лише нафтопродукти, але також ЗПГ та етан. Споживання останніх дозволяє оптимізувати витрати на роботу судових холодильних установок, котрі на традиційних газовозах повинні повертати у рідкий стан частину вантажу, яка випарувалась під час транспортування. Втім, ЗПГ та етан можуть використовуватись і під час перевезення інших речовин, оскільки для них на судні встановлені спеціальні паливні резервуари об’ємом 1983 м3. Зменшення споживання нафтопродуктів дозволяє значно скоротити викиди шкідливих речовин (сполук сірки, оксидів азоту, діоксиду вуглецю).